# Премия имени П. Н. Яблочкова
Премия имени П. Н. Яблочкова — премия Российской академии наук. Присуждается раз в три года по представлению Отделения энергетики, машиностроения, механики и процессов управления РАН за выдающиеся работы в области электрофизики и электротехники. Размер премии составляет 200 тысяч рублей. Премия названа в честь русского изобретателя и электротехника П. Н. Яблочкова. Ранее эта премия присуждалась АН СССР (с 1948 года).

## Лауреаты премии
За период после 1994 года лауреатами премии стали:
- 1994 — Павел Анфимович Бутырин, Владимир Исаакович Радин, Юрий Гевондович Шакарян — за цикл работ «Теория, проектирование и моделирование управляемых машиновентильных систем»
- 1997 — Николай Николаевич Тиходеев  — за серию работ «Линии электропередачи сверх- и ультравысокого напряжения: проблемы надежности, снижения потерь и влияния на окружающую среду»
- 2000 — Анатолий Сазонович Коротеев, Олег Анатольевич Горшков — за работу «Генерация и исследование мощных стационарных пучков электронов в плотных газовых средах»
- 2003 — Валерий Исаакович Курц, Борис Васильевич Семкин, Анатолий Федорович Усов — за цикл монографических работ по электроимпульсному разрушению материалов
- 2006 — Илья Зелинкович Богуславский — за монографию «Двигатели и генераторы переменного тока: теория и методы исследования при работе в сетях с нелинейными элементами»
- 2009 — Андрей Николаевич Диденко — за цикл работ «СВЧ-энергетика»
- 2012 — Валерий Григорьевич Шпак, Михаил Иванович Яландин — за цикл работ по исследованию сверхбыстропротекающих процессов в газоразрядных промежутках
- 2015 — Владимир Леонидович Овсиенко, Изяслав Борисович Пешков, Михаил Юрьевич Шувалов — за работу «Исследования электрохимического и электрического старения изоляции силовых кабелей на напряжение 10-500 кВ с использованием методов микродиагностики»
- 2018 — Виталий Сергеевич Высоцкий, Василий Васильевич Зубко, Сергей Сергеевич Фетисов — за цикл работ «Исследование электро- и теплофизических процессов в сверхпроводниках для электротехнических устройств»
- 2021 — Сергей Игоревич Мошкунов, Владислав Юрьевич Хомич — за цикл работ «Создание и исследование генераторов высоковольтных импульсов на основе полупроводниковых коммутаторов»
- 2024 — Сергей Григорьевич Гаранин, Владимир Александрович Ямщиков — за цикл научных работ «Создание мощных электрофизических установок для исследования процессов при высоких плотностях энергии»[1]